# ShoMiz
ShoMiz foi uma equipe de wrestling da WWE formada por The Big Show e The Miz. A dupla ganhou os Unified WWE Tag Team Championship no Monday Night Raw dia 8 de fevereiro de 2010 aos D-Generation X numa Triple Threat Tag Team Match. Na Wrestlemania XXVI a dupla defendeu com sucesso os títulos contra John Morrison e R-Truth. No Draft de 2010 na edição do Raw de 26 de Abril de 2010 perderam os títulos contra os The Hart Dynasty. Depois do combate Big Show traiu The Miz com um murro potente acabando com a dupla, no mesmo dia em que Big Show foi transferido para o Friday Night SmackDown.

## Campeonatos e Prémios
- Unified WWE Tag Team Championship (1 vez)